# 夏菲尼高

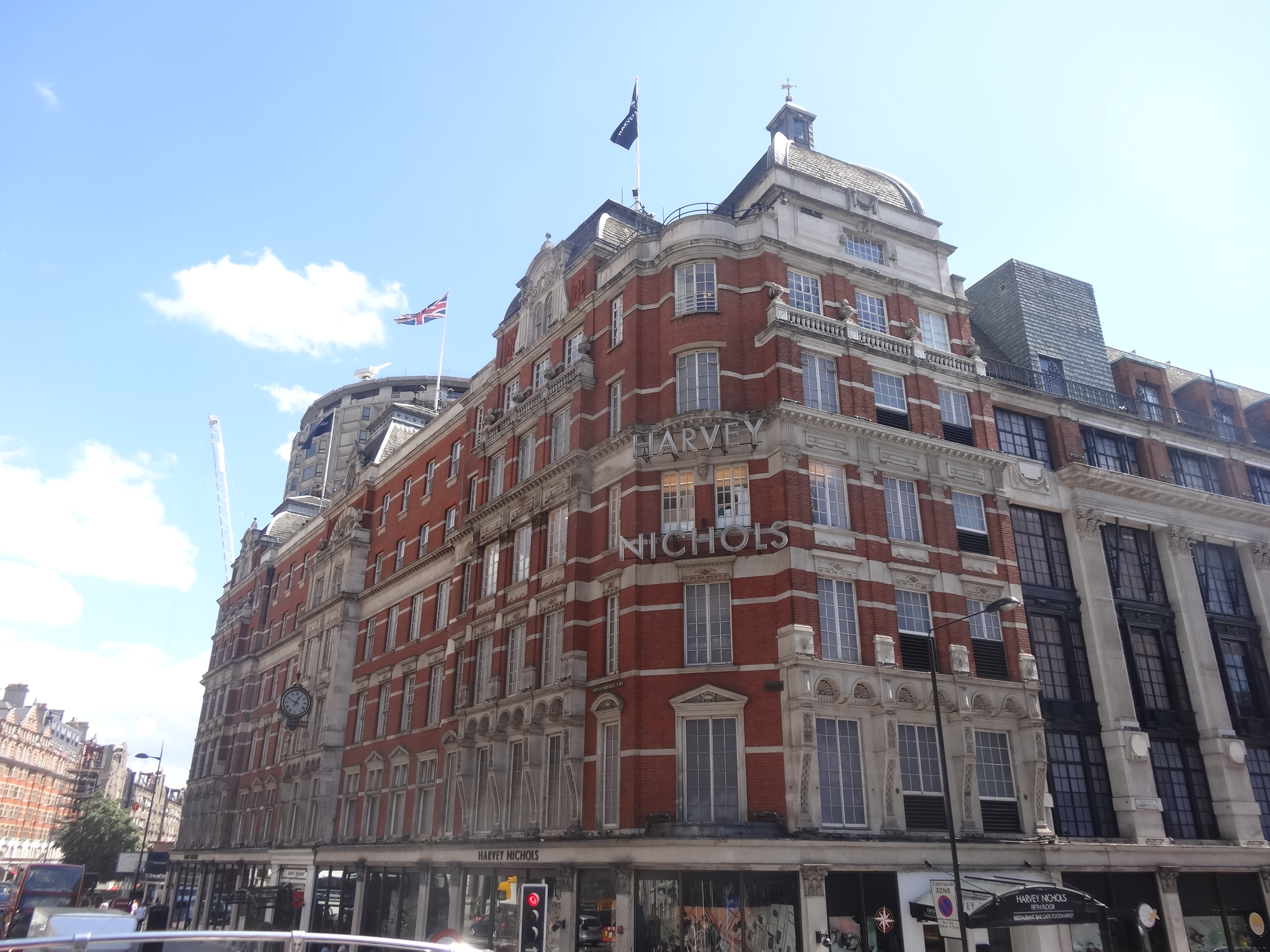
夏菲尼高倫敦總店

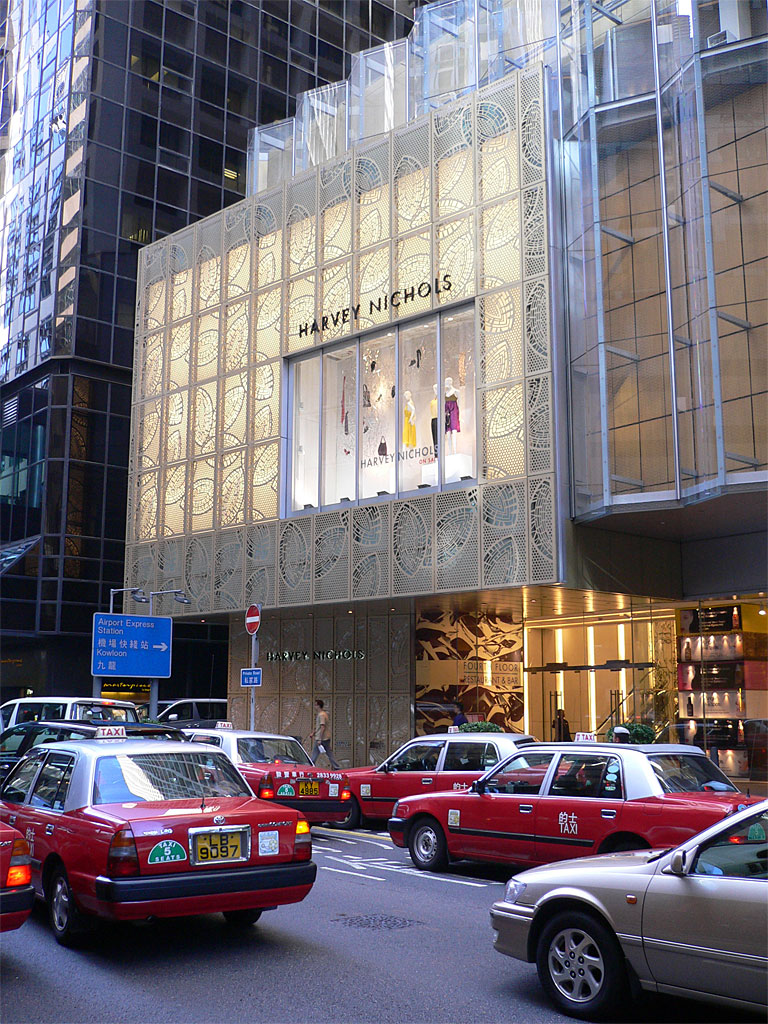
夏菲尼高於香港中環罝地廣場的分店

夏菲尼高（英文：Harvey Nichols）是一間英國高級百貨公司，創辦於1831年，總店位於倫敦。
夏菲尼高出售貨品包括男裝、女裝、家庭用品、美容產品及食品等，主要為高級品牌產品，比其英國主要競爭對手哈洛德百貨公司吸引較年輕的顧客。其現有總店位於倫敦骑士橋，於1880年代落成，1932年在後面加建部份。除了騎士橋的旗艦店之外，夏菲尼高在英格蘭另有5家店鋪、在蘇格蘭有1家店鋪、在愛爾蘭有1家店鋪。
1990年代，夏菲尼高曾一度陷入財政困難，1991年10月由香港商人潘迪生以5,370萬英鎊收購，並將其業務轉虧為盈。2005年9月，夏菲尼高在香港中環置地廣場開設分店。

## 分店
香港
- 中環置地廣場
- 金鐘太古廣場
- 尖沙咀The ONEBeauty Bazaar美容專門店